# Турабьево (Владимирская область)
Турабьево — опустевшее село в Юрьев-Польском районе Владимирской области России, входит в состав Красносельского сельского поселения.

## География
Село расположено в 19 км на северо-восток от райцентра города Юрьев-Польский.

## История
Исторически известным Турабьево становится с половины XV столетия и в письменных памятниках того времени оно значится дворцовым имением князей и княгинь Московских. В первый раз Турабьево упоминается в духовном завещании 1453 года великой княгини Софьи Витовтовны, вдовствующей супруги Великого князя Василий Дмитриевича. Она завещала Турабьево старшему внуку князю Юрию Васильевичу. Князь Юрий Васильевич, не имея детей, перед своей смертью, последовавшей в 1472 году, завещал Турабьево своему брату князю Андрею Васильевичу. В течение XVI — XVII столетий Турабьево принадлежало по прежнему князьям и царям Московским, так в окладных книгах патриаршего приказа 1628 года оно показано дворцовой вотчиной Царя Михаила Федоровича. В первой четверти XVIII века Пётр Великий пожаловал село Турабьево князю Борису Алексеевичу Голицыну, в роду которого оно оставалось до 1770 года. В этом году внук Бориса Голицына князь Алексей Сергеевич Голицын продал Турабьево дворянину Ивану Никитичу Демидову, последним владельцем села был помещик Есипов. 
Существовавшая в селе деревянная церковь построена на средства прихожан в 1779 году на каменном фундаменте. В ней было три престола: главный — в честь Рождества Христова, по правую сторону его — в честь святого пророка Илии и по левую сторону — во имя пророка Елисея. В 1843 году рядом с холодной церковью на средства прихожан построена теплая каменная церковь с колокольней, с одним престолом — в честь Покрова Пресвятой Богородицы. В 1866 году обе церкви — Христорождественская и Покровская обнесены каменной оградой с железными решетками. В 1893 году приход состоял из села Турабьево, Георгиевской слободки и деревни Доброе Пристанище. В приходе всех дворов 111, мужчин — 328, женщин — 388. В годы Советской Власти обе церкви были полностью разрушены.
В конце XIX — начале XX века село входило в состав Паршинской волости Юрьевского уезда.
С 1929 года село являлось центром Турабьевского сельсовета Юрьев-Польского района, с 1965 года — в составе Шипиловского сельсовета.

## Население
| 1859 | 1905 | 2002 | 2010 | 2021 |
| ---- | ---- | ---- | ---- | ---- |
| 521  | ↘481 | ↘0   | →0   | →0   |